# جدجد شجري والكري
جدجد شجري والكري (الاسم العلمي: Oecanthus walkeri) هو نوع من الحشرات يتبع جنس الجدجد الشجري من فصيلة الجداجد الحقيقية.